# 1932年の音楽
1932年の音楽（1932ねんのおんがく）では、1932年（昭和7年）の世界の音楽について記述する。

## 概要
- デューク・エリントンが、「スウィングしなけりゃ意味ないね」をヒットさせた[1]。
- ベニー・カーターの楽団が初録音をおこなった。

## 洋楽・話題曲
- カルロス・ガルデル、オラシオ・ペトロッシ「シレンシオ」[2]
- コール・ポーター「夜も昼も」[3]
- ジーン・オートリー & ジミー・ロング「ザット・シルバー・ヘアード・ダディ・オブ・マイン」
- ジェローム・カーン[4]とオスカー・ハマースタイン2世「星に語れば」
- ジョージ・オルセンと彼の楽団「はっきり言ってよ」
- ショロム・セクンダ「素敵なあなた」
- テッド・フィオ・リト「柳よ泣いておくれ」
- ビング・クロスビー[5]「ほのかな望みもなく」

## 邦楽シングル
- オリオン・コール「肉弾三勇士」
- ミス・コロムビア「十九の春」
- 市丸「天竜下れば」
- 小唄勝太郎「島の娘」「柳の雨」
- 小唄勝太郎、三島一声「東京音頭」
- 松島詩子「Lucky Seven の唄」
- 中野忠晴とコロムビア・リズム・ボーイズ「山の人気者」
- 藤原義江「討匪行」
- 藤山一郎「影を慕いて」「金色夜叉」
- 藤本二三吉「満洲行進曲」
- 徳山璉「満洲行進曲」
- 徳山璉、四家文子「天国に結ぶ恋」
- 和田春子「幌馬車の唄」
- 渡瀬春枝「時雨ひととき」
- 渡辺光子「旅は青空」
- 丸山和歌子「風も吹きよで」
- 小林千代子「涙の渡り鳥」
- 小唄勝太郎「島の娘」
- 柳井はるみ「月の沙漠」
- 法政大学応援団、岡本雅雄「若き日の誇り」
- 西條八十、中山晋平「丸の内音頭」
- 唱歌「牧場の朝」
- 市歌「福岡市歌」
- 軍歌「爆弾三勇士の歌」
- 国歌「大滿洲國國歌」

## クラシック
- イーゴリ・ストラヴィンスキー「協奏的二重奏曲」
- オットリーノ・レスピーギ「ハンティングタワー」
- サミュエル・バーバー「チェロソナタ」
- ジョン・アイアランド「ダウンランド組曲」
- セルゲイ・プロコフィエフ「ドニエプルの岸辺で」
- フランシス・プーランク「2台のピアノのための協奏曲」

## 誕生
- 1月2日 - 神津善行（東京都、作曲家）
- 1月10日 - 三遊亭圓歌 (3代目)（落語家・俳優、+2017年・85歳没）1929年説あり
- 1月28日 - 市田儀一郎（ピアニスト、+2014年・82歳没）
- 1月31日 - リック・ホール（音楽プロデューサー、+2018年・85歳没）
- 2月4日 - イヴァン・デイヴィス（ピアニスト、+2018年・86歳没）
- 2月4日 - 安藤実親（鹿児島県、作曲家）
- 2月5日 - 田中希代子（東京都、ピアニスト、+1996年・64歳没）
- 2月6日 - 寿美花代（女優・第12回NHK紅白歌合戦出場者）
- 2月8日 - ジョン・ウィリアムズ（、作曲家）
- 2月10日 - ローランド・ハナ（ジャズピアニスト、+2002年・70歳没）
- 2月16日 - 宮内國郎（東京都、作曲家、+2006年・74歳没）
- 2月18日 - 佐々木行（歌手、ダークダックス、+2016年・84歳没）
- 2月22日 - 谷啓（歌手、ハナ肇とクレイジーキャッツ、+2010年・78歳没）
- 2月24日 - ミシェル・ルグラン（、作曲家、+2019年・86歳没）
- 2月26日 - ジョニー・キャッシュ（、歌手、+2003年・71歳没）
- 2月27日 - ロジェ・ブトリ（作曲家・指揮者・ピアニスト、+2019年・87歳没）
- 3月4日 - ミリアム・マケバ（歌手、+2008年・76歳没）
- 3月10日 - 世良譲（島根県、ジャズピアニスト、+2004年・71歳没）
- 3月13日 - クロード・トーマス・スミス（、作曲家、+1987年・55歳没）
- 3月18日 - フランク永井（宮城県、歌手、+2008年・76歳没）
- 4月1日 - デビー・レイノルズ（女優・歌手・声優、+2016年・84歳没）
- 4月5日 - チェスキーナ・永江洋子（ハープ奏者、+2015年・82歳没）
- 4月7日 - ラウノ・レティネン（作曲家、+2006年・74歳没）
- 4月9日 - アルミン・ジョルダン（指揮者、+2006年・74歳没）
- 4月16日 - フランシス・レイ（、作曲家、+2018年・86歳没）
- 4月19日 - ズザーネ・ラウテンバッハー（ヴァイオリニスト）
- 4月22日 - 田中瑤子（ピアニスト、+1999年・67歳没）
- 4月22日 - 冨田勲（東京都、作曲家、+2016年・84歳没）
- 5月28日 - チキト・デ・ラ・カルサーダ（コメディアン・俳優・歌手、+2017年・85歳没）
- 5月30日 - ポーリン・オリヴェロス（アコーディオン奏者、+2016年・84歳没）
- 6月1日 - パトリック・トーマス（指揮者、+2017年・85歳没）
- 6月12日 - 船村徹（栃木県、作曲家、+2017年・84歳没）
- 6月21日 - ラロ・シフリン（、作曲家）
- 6月27日 - アンナ・モッフォ（ソプラノ歌手、+2006年・73歳没）
- 7月6日 - 音羽美子（女優・歌手）
- 7月6日 - 遠藤実（東京都、作曲家、+2008年・76歳没）
- 7月7日 - ジョー・ザヴィヌル（、シンセサイザー奏者、+2007年・75歳没）
- 7月10日 - 江川三郎（オーディオ評論家、+2015年・82歳没）
- 7月17日 - 青島幸男（作家・作詞家・政治家、+2006年・82歳没）
- 7月17日 - 中村とうよう（音楽評論家、+2011年・79歳没）
- 7月19日 - 田の中勇（声優・俳優、+2010年・77歳没）
- 7月27日 - 矢入一男（ギタリスト、+2014年・81歳没）
- 8月5日 - 川越守（指揮者、+2017年・85歳没）
- 8月6日 - 原田茂生（バリトン歌手、+2017年・85歳没）
- 8月7日 - 横山アキラ（漫才師、横山ホットブラザーズ、+2020年・88歳没）
- 8月11日 - 小林亜星（東京都、作曲家、+2021年・88歳没）
- 8月12日 - セルゲイ・スロニムスキー（ピアニスト、+2020年・87歳没）
- 8月17日 - 伊藤雪彦（愛知県、作曲家）
- 8月24日 - 明石寿々栄（俗曲師、+2013年・80歳没）
- 8月30日 - 村木賢吉（秋田県、演歌歌手）
- 9月3日 - 和田香苗（作曲家、+2001年・68歳没）
- 9月5日 - ジョー・ロング（ギタリスト、フォー・シーズンズ、+2021年・88歳没）
- 9月6日 - 岩城宏之（指揮者、+2006年・73歳没）
- 9月6日 - 東海林修（作曲家、+2018年・85歳没）
- 9月7日 - ハンス・リヒャルト・シュトラッケ（指揮者、+2010年・77歳没）
- 9月10日 - 山田康雄（俳優・声優・歌手、+1995年・62歳没）
- 9月19日 - 安田伸（サックス奏者、ハナ肇とクレージーキャッツ、+1996年・64歳没）
- 9月20日 - ジャン＝マリー・ロンデックス（サクソフォーン奏者）
- 9月25日 - グレン・グールド（、ピアニスト、+1982年・50歳没）
- 9月30日 - 五木寛之（小説家・随筆家・作詞家）
- 11月14日 - 普久原恒勇（作曲家）
- 11月14日 - 八木正生（東京都、ピアニスト・作曲家、+1991年・58歳没）
- 11月20日 - ジョン・バーンズ・チャンス（、作曲家、+1972年・39歳没）
- 9月27日 - 菅野沖彦（オーディオ評論家、+2018年・86歳没）
- 10月15日 - 小池聰行（オリコン創業者、+2001年・70歳没）
- 11月9日 - 粟飯原真（音楽ジャーナリスト、+2010年・77歳没）
- 11月10日 - ポール・ブレイ（ピアニスト、+2016年・83歳没）
- 11月18日 - 登川誠仁（歌手、+2013年・80歳没）
- 11月21日 - 南方英二（コメディアン、チャンバラトリオ、+2010年・77歳没）
- 11月23日 - 田中邦衛（俳優・元歌手、+2021年・88歳没）
- 11月28日 - ガトー・バルビエリ（サクソフォーン奏者、+2016年・83歳没）
- 12月5日 - リトル・リチャード（歌手、+2020年・87歳没）
- 12月5日 - フジ子・ヘミング（、ピアニスト）
- 12月13日 - 仲代達矢（俳優・元歌手）
- 12月15日 - カーティス・フラー（トロンボーン奏者、+2021年・88歳没）
- 12月16日 - ロディオン・シチェドリン（作曲家）
- 12月16日 - 山本直純（東京都、作曲家、+2002年・69歳没）
- 12月22日 - 高柳昌行（東京都、ジャズギタリスト、+1991年・58歳没）
- 12月25日 - 山本正美（作曲家、+2003年・70歳没）
- 月日不明 - 藤賀醇子（声楽家、+2021年・89歳没）

## 死去
- 1月16日 - 鳥取春陽、演歌師（* 1900年）
- 3月3日 - オイゲン・ダルベール、作曲家（* 1864年）
- 3月6日 - ジョン・フィリップ・スーザ（、作曲家、*1854年）
- 4月30日 - 清水金太郎、バリトン歌手（* 1889年）
- 10月19日 - アルトゥール・フリードハイム、音楽家（* 1859年）